# Aliona Moon
Aliona Munteanu (Chisinau, Moldávia, 25 de maio de 1989), conhecida como Aliona Moon é uma cantora moldava.
Em 2013, Aliona Moon foi escolhida para representar o seu país no Festival Eurovisão da Canção 2013 com a canção "O mie" (cantado em moldavo) composto por Pasha Parfeny, que concorreu na 1ª semi-final e terminou em 4º lugar com 95 pontos, passando à final, onde terminou em 11º lugar com 71 pontos. No ano anterior, tinha atuado como corista com Parfeny, competindo no mesmo evento.